# Alfonso Reynoso
Héctor Alfonso Reynoso Zamora (* 25. Oktober 1953; † zwischen 1975 und 2016) war ein mexikanischer Fußballspieler auf der Position des Torwarts.

## Laufbahn
Reynoso, in manchen Datenbanken auch unter der Schreibweise Reinoso  geführt, begann seine fußballerische Laufbahn im Nachwuchsbereich des Club Deportivo Imperio. Als Profifußballer stand er beim Club de Fútbol La Piedad und beim Club Deportivo Guadalajara unter Vertrag.
Für den Club Deportivo Guadalajara war er von 1974/75 bis 1976/77 tätig. Während dieser Zeit kam er am 3. August 1975 in einem Testspiel gegen die Fußballnationalmannschaft der DDR (0:1) zu seinem einzigen Einsatz für die mexikanische Fußballnationalmannschaft.